# Мртва мета
Мртва мета (енгл. Dead Aim) је роман америчке списатељице Ајрис Џохансен. Издат је у априлу 2003. 

## Кратак садржај
Славна фото-репортерка, Алекс Грејам, забележила је својим апаратом многе трагичне догађаје у свету. Али, њен последњи задатак ју је гурнуо ван граница сигурности. На срушеној брани Арапахо у Колораду, Алекс бива сведок завере која ће шокирати целу америчку нацију под условом да она остане довољно дуго жива да им то саопшти. Међутим, људи који су починили злочин окрећу причу против ње и она постаје државни непријатељ. Њен једини савезник је Џад Морган, бивши тајни агент, за ким трагају плаћене убице.

## О роману
| „ | Ова игра мачке и миша држи читаоце буднима целу ноћ. | ” |